# Провіденсія
Провіденсія (ісп. Isla de Providencia, англ. Providence Island) — один з островів, що належить Колумбії, розташований у Карибському морі.
Максимальна висота Провіденсії становить 360 м над рівнем моря. Невеликий острів Санта-Каталіна на північному заході з'єднаний 100-метровим мостом з островом Провіденсія. Два острови займають площу 22 км² і утворюють муніципалітет Санта-Ізабел, у якому за переписом 2005 року проживало 4 927 осіб.

## Історія
Острів був місцем англійської пуританської колонії, заснованої в 1629 році компанією "Провіденс Айленд", яка була короткочасно зайнята Іспанією в 1641 році. 

## Населення
Незважаючи на те, що острів є частиною Колумбії, жителі переважно використовують англійську або креольську мову.

## Природа
Національний парк площею 995 гектарів розташований на північно-східній стороні острова, між Маракайбо і Рокі-Пойнт. Цей національний парк складається з коралових рифів, мангрових дерев, лагун і тропічних сухих лісів. Національний парк має крихітний центр відвідувачів на Крабовому острові, звідки відкриваються види на бар'єрний риф і води, що оточують острів.
Місцеве населення чорноземних крабів заслуговує на увагу за його міграцією, що відбувається кожний квітень / травень. Ці краби живуть на пагорбах острова і спускаються (масово) до моря один раз на рік, щоб покласти яйця.
Провіденсія є центральним пунктом морської природоохоронної території ЮНЕСКО - біосферного заповідника "Морська квітка", що складає 10% від всього Карибського моря. Цей екологічно важливий заповідник містить є одним з найбільших біорізноманітих  щодо морської фауни, і включає в себе архіпелаг Сан-Андрес, Провіденсія і Санта-Каталіна, на додаток до віддалених ненаселених островів на Банка Ронкадор, Серрана Банка, а також віддалених рифів, які включають Quita Sueño Bank , Розалінд Банка та Аліса Шол.